# Jessheim
Jessheim er et byområde og administrationscenter i Ullensaker kommune i Viken i Norge. Byområdet havde 14.632 indbyggere per 1. januar 2009, og ligger omtrent ni kilometer sydøst for Oslo lufthavn, Gardermoen. Rådhuset til Ullensaker kommune og Ullensaker Kulturhus ligger i Jessheim.
Stedet er et center for handel og regionale servicefunktioner på Øvre Romerike med en stor koncentration af butikker i Jessheim Storsenter ved Jessheim Station. Af industri kan nævnes cementvarefabrikken som udnytter sand- og grusforkomsterne i distriktet og en trevarefabrik.
Stedet er også et skolecentrum med Jessheim videregående skole og Romerike Folkehøgskole. I Jessheim ligger også lokalavisen Eidsvoll Ullensaker Blad og lokalredaktionen til Romerikes Blad. Vest for byområdet ligger den gamle kongegrav Raknehaugen.

## Navnet
Navnet «Jessheim» kommer af det norrøne «Jaseimr» eller «Jesseimr», hvor det første led har uvis betydning, mens sidste led betyder «heim». Det er også muligt at første del, «jess» kan betyde jarl eller jarls. Udtalen er egentlig jessomm og navnet blev skrevet Jessum. I 1900 blev skrivemåden ændret til «Jesseim», senere til «Jessheim». Navnet blev oprindelig brugt om Hovin sogn.
- Storgata på Jessheim i Ullensaker.
- Storgata 7

## Kultur

### Teater og biograf
Jessheim har en biograf og teater i Ullensaker Kulturhus som ligger i Jessheim centrum. Der vises filmer, teater, dans og andre kulturbegivenheder hver uge.

### Sang og musik
- JessJazz, Jessheim Jazz- og Bluesklubb

### Begivenheder
Jessheimdagene arrangeres hvert år i Jessheim centrum, som regel i August. Jessheimdagene er en festival som er en blanding af handels-messer og koncerter. 
«Tjernfestivalen» arrangeres hver sommer ved Nordbytjernet, som regel i juni. Tjernfestivalen er en fælles dugnadsfest arrangeret af hold og foreninger i Ullensaker. Fokusset er på aktiviteter for børn i alle aldre, madservering, konkurrencer, familiepiknik, udstillinger og enkel underholdning.

## Kendte personer fra Jessheim
Personerne er ordnet kronologisk efter fødselsår.
- Martin Julius Halvorsen (født 1867), grundlagde Akershusingen, senere Romerikes Blad, i 1902. Typograf og bogtrykker. Bedst kendt som M. Jul. Halvorsen
- Egil Nyhus (født 1962), avistegner og illustrator bosat i Jessheim siden 1986
- Unni Askeland (født 1962), billedkunstner, bosat Kløfta.
- Liz Tove Vespestad (født 1965), artist og musiker (Somebody's Darling)
- Jarle Vespestad (født 1966), jazzmusiker
- Ole Kristian Furuseth (født 1967), slalomkører fra Jessheim
- Erling Thune (født 1968), grilldresskonge, saksofonist og IR-direktør Telenor
- Anniken Huitfeldt (født 1969), Stortingspolitiker fra Jessheim
- Solveig Kloppen (født 1971), Skuespiller og TV-programleder. Mest kendt som programleder i Idol
- Tanja Hansen (født 1973), tidligere pornoskuespiller (oprindelig fra Sand)
- Diaz (født 1976), artist og rap-musiker
- Mats Nygren (født 1987), Medlem af Counter-Strike-landslaget
- Mustis, artist og black metal-musiker (Dimmu Borgir)
- Galder, artist og black metal-musiker (Dimmu Borgir, Old Man's Child)
- Memnock, artist og black metal-musiker (Susperia)
- Shagrath, artist og black metal-musiker (Dimmu Borgir, Fimbulwinter, Chrome Division)
- Frode Larsen, musiker (vokalist i Larsen's Last Chance)
- Silje S. Harstad, tidligere springrytter
- Kenneth Raven Alfheim, musiker (trommeslager i Hush)
- Else Kåss Furuseth, programleder i P3, aktuel i (Ken eller Torkil), kendt fra Torsdag kveld fra Nydalen
- Aasmund Willersrud, Udenrigschef og mangeårig udenrigskorrespondent for Aftenposten
- Kent Årøe / aka 50Kent, Musikproducer og musiker (Vokalist i bandet Stemmer i Hue)
- Nanna Grønnevik Bretton-Meyer,Model